# 경주 양동마을 안락정
경주 양동마을 안락정(慶州 良洞마을 安樂亭)은 대한민국 경상북도 경주시 강동면에 있는 조선시대의 서당이다. 1979년 1월 26일 대한민국의 국가민속문화재 제82호로 지정되었다.

## 개요
양동마을은 월성 손씨와 여강 이씨의 동족마을로, 넓은 안강평야에 오랜 전통을 지닌 여러 집들을 잘 보존하고 있는 곳이다. 손씨 문중 건물로 이 마을에서 이씨 문중 서당인 강학당(중요민속자료 제83호)과 쌍벽을 이루는 서당이다. 조선 영조 52년(1776)경에 지었다고 하며 마을로 들어서는 동구 동쪽 산 언덕에 자리잡고 있다.
앞면 5칸·옆면 2칸 크기로 앞쪽에 툇마루를 둔 '一'자형 평면을 가진 집이다. 지붕은 옆면에서 볼 때 사람 인'(人)'자 모양인 맞배지붕으로 꾸몄다. 방 배치 형식은 앞쪽 가운데 3칸은 대청마루, 양쪽 끝칸은 방을 두었다. 오른쪽 방 뒤편으로 부엌이 마련되어 있고 대청 뒤에는 마루를 두었다. 또한 대청 앞면에는 ‘안락정’, 뒷면에는 ‘성산재’라고 쓴 현판이 걸려 있다.
소박하고 간소하게 지은 조선시대 건축으로 강학당과 함께 양동마을에서 중요한 민속자료가 되고 있다.

## 같이 보기
- 경주 양동마을 강학당

## 참고 자료
- 경주 양동마을 안락정 - 국가유산청 국가유산포털